# 錫古爾達市鎮
錫古爾達市鎮是拉脫維亞的市镇，位於該國北部，行政中心为錫古爾達。市镇面積为1,030平方公里，人口数量为30,625人（2021年）。

## 历史
錫古爾達市鎮设立于2003年。2009年有一个行政堂区并入。2021年7月1日，錫古爾達市鎮、印楚卡倫斯市鎮的一个行政堂区、克里穆爾達市鎮及馬爾皮爾斯市鎮合并为新的錫古爾達市鎮。